# Slanuša
Slanuše ali halofiti so rastline, ki uspevajo na slanih tleh in prenesejo oziroma potrebujejo velike koncentracije soli. Običajno jih najdemo ob izlivih rek in potokov v morje, na območjih z majhno količino padavin, onesnaženih vodah in na solinah. Tipični predstavniki halofitov so: osočnik (Salicornia), obmorska nebina (Aster tripolium), ozkolistna nokota (Lotus tenuis). Zaradi suše imajo večinoma omesenele liste in steblo, saj jim sladka voda ni dostopna.
Jeseni se halofiti zaradi pomanjkanja dušika obarvajo rdeče-vijolično.   